# Mizil
Mizil (anciennement Iștău ou Eșteu) est une ville roumaine du județ de Prahova, dans la région historique de Valachie et dans la région de développement du Sud.

## Géographie
La ville de Mizil est située dans le sud-est du județ, en Munténie (Grande Valachie), à la limite avec le județ de Buzău, dans la plaine de Bărăgan, à 33 km au sud-ouest de Buzău et à 36 km à l'est de Ploiești, le chef-lieu du județ.
La municipalité est composée de la ville de Mizil elle-même et du village de Fefelev (population en 1992) :
- Fefelev (524) ;
- Mizil (16 566].

## Histoire
La première mention écrite de la ville date de 1585 sous le nom de Eșteu. En 1591, Mizil est citée sous le nom de Iștău. Ce n'est qu'au XVIIIe siècle qu'elle prend son nom actuel. Mizil dérive du mot turc menzil qui signifie relais de poste.
À la fin du XVIIe siècle, Mizil a appartenu en fief au prince de Valachie Constantin II Brâncoveanu. En 1830, Mizil a obtenu le statut de ville.

## Politique
Le Conseil Municipal de Mizil compte 17 sièges de conseillers municipaux. À l'issue des élections municipales de juin 2008, Emil Proșcan (Parti national démocrate-chrétien) a été élu maire de la commune.
| Parti                             | Nombre de conseillers |
| --------------------------------- | --------------------- |
| Parti national démocrate-chrétien | 12                    |
| Parti social-démocrate (PSD)      | 2                     |
| Parti démocrate-libéral (PD-L)    | 2                     |
| Parti tsigane Pro Europa          | 1                     |

## Religions
En 2002, la composition religieuse de la commune était la suivante :
- Chrétiens orthodoxes, 97,08 % ;
- Pentecôtistes, 2,10 % ;
- Baptistes, 0,26 % ;
- Adventistes du septième jour, 0,16 %.

## Démographie
En 2002, la commune comptait 13 780 Roumains (87,43 %) et 1 951 Tsiganes (12,37 %).
| 1910  | 1930  | 1948  | 1956  | 1966   | 1977   | 1992   | 2002   | 2007   |
| ----- | ----- | ----- | ----- | ------ | ------ | ------ | ------ | ------ |
| 6 358 | 6 440 | 6 528 | 7 460 | 10 334 | 13 189 | 17 090 | 15 760 | 16 319 |

## Économie
L'économie de la commune repose sur l'industrie et le commerce. Mizil est le siège de l'entreprise MFA, qui fabrique des véhicules militaires (auto-chenilles) et des machines civiles depuis 1956 ainsi que de fabriques de meubles et de produits alimentaires. Mizil est aussi un centre viticole.

## Communications

### Routes
Mizil est située sur la route nationale DN1B (Route européenne 577) Ploiești-Buzău.

### Voies ferrées
La ville est desservie par la ligne des Chemins de Fer Roumains 500 (Căile Ferate Române) Bucarest-Ploiești-Buzău.

## Lieux et monuments
- Église en bois Sfinții Achim și Ana.

- Église orthodoxe de la Sainte Trinité (Sf. Treime) de 1800.

## Jumelages
- Iargara (en) (Moldavie)
- Lingewaard (Pays-Bas)